# Blashford
Blashford ist ein kleiner Weiler im Bezirk New Forest in der Grafschaft Hampshire im Süden Englands, östlich des Avon und etwa anderthalb Kilometer nördlich von Ringwood. Der Weiler gehört zum civil parish Ellingham Harbridge and Ibsley.

## Lage
Blashford liegt etwa 150 Kilometer (Fahrtstrecke) südwestlich von London am westlichen Rand des ehemaligen königlichen Jagdreviers und heutigen New-Forest-Nationalparks mit den Blashford Lakes und dem Sumpfgebiet der Blashford Wet Meadows. Diese bilden hier die Blashford Lakes Nature Reserve. Die A338 road führt von Bournemouth durch Blashford nach Salisbury.

## Geschichte
Seit der Zeit um 1600 hatte die Hales-Familie, die 1806 ausstarb, hier ihre Residenz.
In den 1930er Jahren hatte die hier lebende Familie des Dichters Francis MacNamara den Schriftsteller Dylan Thomas aufgenommen. Er heiratete hier 1937 die Tochter Caitlin.